# NGC 4459
NGC 4459هي مجرة محدبة تبعد حوالي 53 مليون سنة ضوئية تقع في كوكبة الهلبة. تصنف أيضا كمجرة لينر. تم اكتشافها من قبل عالم الفلك ويليام هيرشيل في 14 يناير 1787. وهي عضو في مجموعة عنقود العذراء المجري.

## الخصائص الفيزيائية

### قرص الغبار
تحتوي NGC 4459 على قرص الغبار المركزي النابض الذي يحاط بحلقة داخلية. توجد أدلة على تكوين النجوم جارية في القرص.

### ثقب أسود هائل سوبر
NGC 4459 لديه ثقب أسود هائل مع كتلة تقدر بنحو 70 مليون شمسية (7 × 107 M☉). ويقدر قطرها بنحو 2.87 فرسخ فلكي (266.4 مليون ميل).

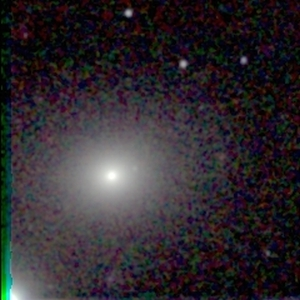
صورة NGC 4459.

## وصلات خارجية
- NGC 4459 على موقع ويكي سكاي: DSS2, SDSS, GALEX, IRAS, Hydrogen α, X-Ray, Astrophoto, Sky Map, Articles and images